# Fickklaff

Video av en aortaklaffs rörelse på en levande gris.

Fickklaffar (semilunarklaffar) finns på två ställen i hjärtat, aortaklaffen och pulmonalisklaffen. De är placerade mellan hjärtats kammare och artärerna. I hjärtat finns det även segelklaffar. Gemensamt för dessa två system av klaffar är att de bara kan bara öppnas i en riktning och stänger automatiskt när blodströmmen vänder.
Fickklaffarna har fått sina namn efter de utbuktningar som ses i dess blad när de slagit igen. De består av tre blad vardera och förhindrar att blodet flödar tillbaka till hjärtat när det är i vilofasen, diastole. 
- Aortaklaffen (valva aortae): Hjärtklaffen mellan vänster kammare (ventriculus sinister) och ascenderande aorta (aorta ascendens).
- Pulmonalisklaffen (valva trunci pulmonalis): Klaffen mellan höger kammare (ventriculus dexter) och gemensamma lungartären (truncus pulmonalis).